# 扬·霍武布
扬·克日什托夫·霍武布（波蘭語：Jan Krzysztof Hołub，1996年3月21日—）生于弗罗茨瓦夫，是一名波兰男子游泳运动员，主攻自由泳。2013年，他参加欧洲青年游泳锦标赛，首次出战国际赛事，结果在男子4×100米自由泳接力上获得金牌。他于2018年秋加入AZS UMCS Lublin俱乐部，此前他是WKS Śląsk Wrocław的一员。